# NGC 5484
NGC 5484 је елиптична галаксија у сазвежђу Велики медвед која се налази на NGC листи објеката дубоког неба.
Деклинација објекта је + 55° 1' 49" а ректасцензија 14h 6m 48,1s. Привидна величина (магнитуда) објекта NGC 5484 износи 14,7 а фотографска магнитуда 15,7. NGC 5484 је још познат и под ознакама CGCG 272-29, NPM1G +55.0192, PGC 50338.